# Тони Винсент (тенисист)
Антъни де Винченцо (на английски: Anthony DeVincenzo) е американски тенисист.

## Биография
Антъни де Винченцо е роден на 17 септември 1925 г. в Бронкс, Ню Йорк, Ню Йорк, и израства в Елмхърст, квартал на Куинс. Баща му Салваторе е класически музикант, свири на тромбон за прочутата Метрополитън опера в Ню Йорк.
Тони Винсент работи като инвеститор на „Уол Стрийт“. От 1980 г. той е пенсионер след 17 години активна кариера на Уолстрийт. Той почива на 10 март 2023 г. в Маями, Флорида, на 97-годишна възраст.

## Кариера
Тони Винсент печели титлата на Канада Оупън през 1951 г. на клей в Уиндзор, Онтарио, като побеждава канадския специалист на клей Лорн Мейн на полуфинала и американския специалист на клей Сиймур Грийнбърг на финала в четири сета.
Винсент два пъти завършва като подгласник в Монте Карло на клей. През 1954 г. губи на финала в четири сета от Лорн Мейн, а през 1956 г. побеждава Лю Хоуд на четвъртфинала. Принцеса Грейс връчва трофеите на шампионата в Монте Карло през 1956 г. за първи път след брака си с принц Рение III.
През 1955 г. Винсънт печели първенството на Cannes Beau Site Championships, част от тенис веригата на Френската Ривиера, като побеждава Жан-Ноел Гринда на финала.
През 1957 г. Винсънт достига до четвъртия кръг на Националния шампионат на САЩ и печели шампионата на щата Роуд Айлънд същата година.
През 1958 г. той печели Шампионата на щата Ню Йорк в Бейсайд, Куинс, Ню Йорк на клей, побеждава на финала Сидни Шварц, който е двукратен шампион в турнира. Винсент спечели титлата на щатския шампионат на Ню Йорк за втори път през 1965 г.

## Кариерна статистика
- Списъкът е непълен

### Финали
|        | П–З | Година | Турнир              | Клас | Настилка | Опонент          | Резултат           |
| ------ | --- | ------ | ------------------- | ---- | -------- | ---------------- | ------------------ |
| Загуба |     | 1950   | Чили Оупън          |      | Клей     | Рикардо Балбиерс | 5–7, 3–6           |
| Победа |     | 1951   | Канада Оупън        |      | Твърда   | Сиймор Грийнбърг | 7–9, 7–5, 7–5, 6–2 |
| Загуба |     | 1954   | Монте Карло Мастърс |      | Клей     | Лорн Мейн        | 7–9, 6–3, 5–7, 4–6 |
| Загуба |     | 1955   | Щутгарт Оупън       |      | Клей     | Хю Стюарт        | 2–6, 6–8, 4–6      |
| Загуба |     | 1956   | Щутгарт Оупън       |      | Клей     | Джак Аркинстол   | 2–6, 6–8, 4–6      |
| Загуба |     | 1956   | Монте Карло Мастърс |      | Клей     | Хю Стюарт        | 6–1, 6–8, 0–6, 2–6 |